# آنفیلوجینو گواریسی

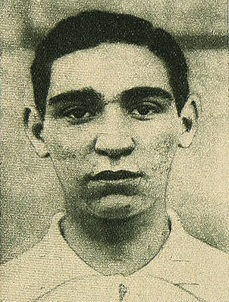
آنفیلوجینو گواریسی

آنفیلوجینو گواریسی (به ایتالیایی: Anfilogino Guarisi) بازیکن فوتبال اهل ایتالیا است که از سال ۱۹۳۲ میلادی عضو تیم ملی فوتبال ایتالیا بوده و در ۶ بازی ملی حضور داشته‌است. او در بازی‌های ملی‌اش ۱ گل به ثمر رساند.
آنفیلوجینو گواریسی آخرین بازی ملی خود را در سال ۱۹۳۴ میلادی انجام داد.